# 第五次反法同盟
第五次反法同盟戰爭是1809年的歐洲衝突，屬拿破崙戰爭和反法同盟戰爭。衝突雙方分別是弗朗茨一世領導的奧地利帝國與拿破崙統治的法蘭西帝國，主戰場是中歐。法方盟友都是義大利王國、萊茵邦聯、華沙大公國等衛星國；奧地利盟友通称第五次反法同盟，包括英國、葡萄牙、西班牙、薩丁尼亞及西西里，後兩国實際未參戰。法軍1809年初陷入半島戰爭泥淖，與英軍、西軍及葡軍持续交戰。隨後法軍從日耳曼抽調十萬八千人開赴伊比利半島，奧地利決定再次進攻奪回第三次反法同盟（1803年至1806年間）吞敗後丟失的領地。奧地利期望普魯士再次携手，然对方維持中立。
1809年4月10日，卡爾大公指揮奧軍跨越法國衛星國巴伐利亞的邊境，路易-亞歷山大·貝爾蒂埃領導的法軍迎战时一片混乱，拿破崙4月17日抵達前線重整旗鼓。他先率軍向蘭休特推進以期切斷奧軍退路，橫荡敌军後方。卡爾大公在雷根斯堡橫渡多瑙河打通東撤道路，但仍未能在法軍前趕回奧地利首都維也納。5月21日至22日，法軍試圖橫渡多瑙河時被奧軍在阿斯珀恩-埃斯靈戰役中擊敗，但拿破崙後來率領法軍在6月5日至6日的瓦格拉姆戰役中贏得重大勝利，成功於7月再次渡過多瑙河，並於7月12日迫使奧軍簽訂《茲奈姆停戰協議》。奧軍聯合「黑不倫瑞克軍團」向華沙大公國和薩克森的入侵也都遭擊退，反法同盟在義大利甚至被逐出原有的領土。英軍在法國衛星國荷蘭的領地瓦爾赫倫島登陸，但未能攻佔主要目標安特衛普，爾後也被迫撤退。
最終第五次反法同盟之戰在《申布倫條約》簽訂後結束，這條約對奧地利來說相當嚴苛，除割讓地中海的港口外，還損失了全國五分之一的人口。而對法國來說，雖然他們最終還是戰勝對手，但拿破崙在阿斯珀恩-埃斯靈的挫敗，象徵著他在戰場上並非不可戰勝。這場戰爭還同時引發了提洛人叛亂、戈特契人叛亂及義大利的叛亂，雖然這些叛亂最終都遭鎮壓，但卻也預示了未來民族主義與反法思想的興起。奧地利於《申布倫條約》簽訂後成為法國盟友，並透過瑪麗·路易絲公主與拿破崙聯姻予以鞏固。

## 背景
1809年，整個歐洲正深陷大戰中，這一系列因法國大革命爆發的反法同盟戰爭自1792年以來幾無中斷過。雙方雖曾於1802年3月簽訂亞眠和約，維持過一段短暫的和平，但隨著英法關係的惡化，雙方於1803年5月再度爆發第三次反法同盟戰爭。隨後瑞典於1804年參戰，俄、奧兩國也於1805年加入反法同盟。1805年8月，法國「大軍團」麾下二十萬大軍揮師入侵德意志邦國，希望在俄軍增援到來前擊敗奧軍。法皇拿破崙成功將其部隊轉向奧軍後翼部隊，並在10月15日至20日爆發的烏爾姆戰役中予以擊敗。11月，奧地利首都維也納淪於法軍之手；俄奧聯軍後於12月2日的奧斯特里茲戰役中遭遇決定性的潰敗。不久，雙方簽訂《普雷斯堡和約》，奧地利退出戰爭 。
奧斯特里茲一戰撼動了整個歐洲的權力平衡，導致普魯士對自身處境深感威脅，便於1806年連同俄國成立第四次反法同盟對法宣戰。同年10月14日，法軍在耶拿-奧爾施泰特雙重會戰中一舉擊潰普軍，隨後便攻佔普魯士首都柏林。同年11月，法軍入侵俄軍駐防的波蘭，並成功攻佔華沙。1807年2月俄、法兩軍於埃勞戰役中再次交鋒，雙方殺得難分難捨。1807年6月4日，法軍在弗里德蘭戰役中擊敗俄軍，讓波蘭人的行動達到高潮。該戰後雙方於同年七月簽訂《提爾西特條約》，使法國一躍成為西歐的主宰，手握華沙大公國在內的眾多衛星國。這個條約除削弱了普魯士之外，還讓俄國能騰出手去征服芬蘭及東南歐地區。

### 半島戰爭
1807年，法國試圖迫使葡萄牙加入大陸系統，以其後者能一同對英國實施貿易禁運。然葡萄牙攝政王約翰卻拒絕加入，拿破崙便派遣朱諾將軍於同年入侵葡萄牙，將法國拖入長達六年之久的半島戰爭。這場戰爭削弱了法蘭西帝國的軍事力量，尤其是拿破崙推翻原本的西王後更是雪上加霜，導致西班牙軍隊及人民紛紛群起向法國發起叛亂。法軍在拜倫戰役中戰敗後，拿破崙親自接管了法軍，並在返回法國前擊敗了西軍。1809年1月，讓·德迪厄·蘇爾特在科魯尼亞戰役擊敗英軍並將其逐出西班牙。
1809年初，法國將西班牙傀儡化，並將拿破崙之兄約瑟夫·波拿巴扶上王位，同時控有西班牙大部及北葡萄牙地區。英葡聯軍在阿瑟·韋爾斯利的率領下於同年春季發起新的攻勢。西班牙正規軍也持續對抗法軍，再加上西班牙國內的游擊隊持續活躍，都再再讓法軍的行動處於危殆之中。在第五次反法同盟戰爭期間，法軍仍在半島地區維持著龐大軍容。
拿破崙佔領盟友西班牙的行為讓許多奧地利人都認為無法信任他，更認定只有發動戰爭才是避免拿破崙摧毀哈布斯堡王朝的唯一選擇。西班牙游擊隊引發了眾多反拿破崙抵抗運動，而奧地利也希望法國全神貫注在西班牙戰事，這樣他們將可更輕鬆地擊敗法國。

### 奧地利的戰爭計畫

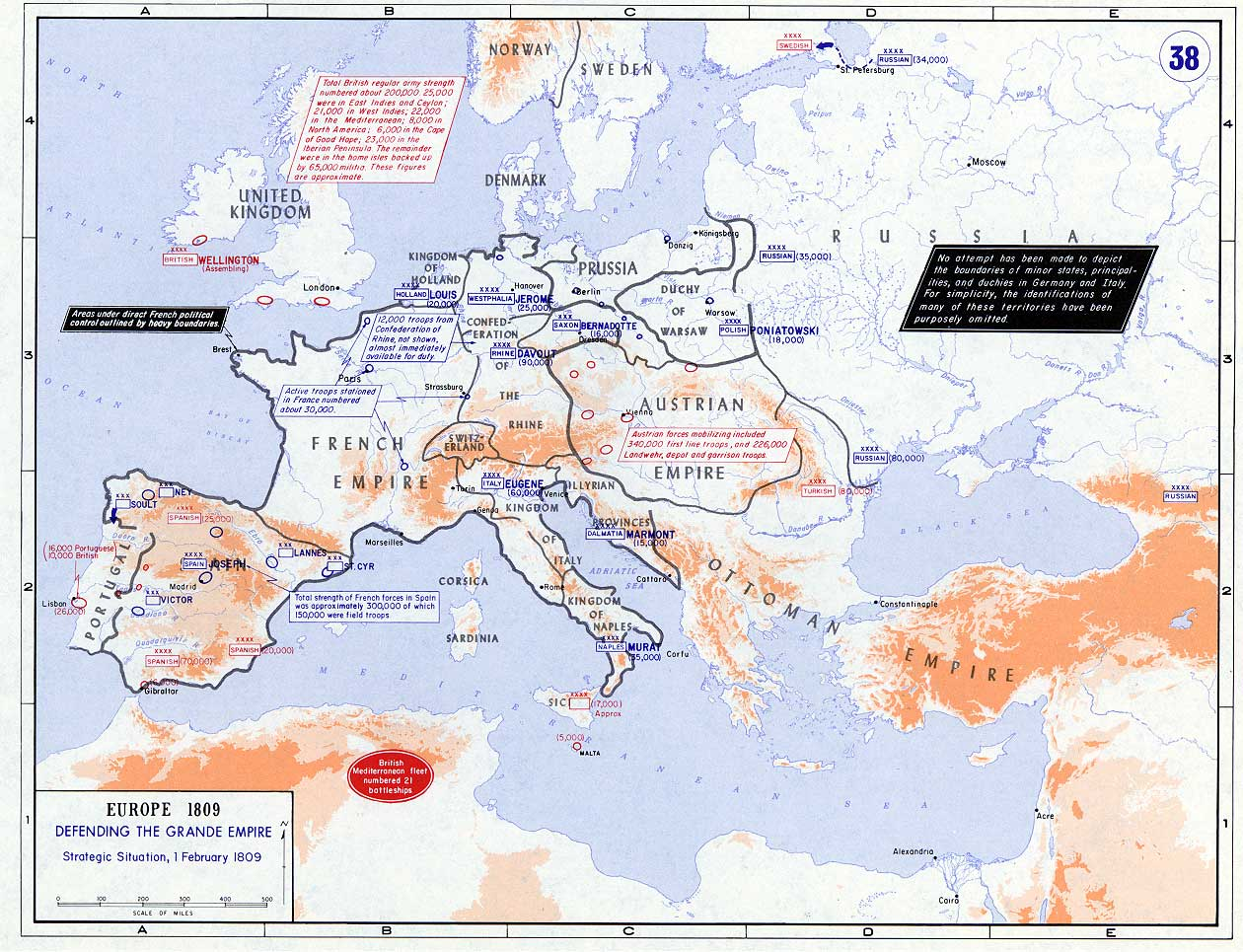
1809年2月時的歐洲戰略態勢

奧地利於1805年戰敗後，耗時三年來改革她的軍隊。受到西班牙在半島戰爭抵抗的鼓舞，奧地利欲再次與法國較量，以期復仇成功並奪回先前喪失的領土與權力。然而奧地利在中歐地區缺乏盟友：曾於1805年結盟的俄國，先前已與拿破崙簽訂《提爾西特條約》，正和其他先前的盟友作戰：像是在英俄戰爭中攻擊英國、在芬蘭戰爭中進攻瑞典，以及在第七次俄土戰爭中入侵鄂圖曼帝國。1808年9月至10月間，法國試圖透過埃爾福特會議鞏固與俄國的關係。俄國在會中所簽訂的條約，同意當法國遭受奧地利的攻擊下予以支援。1809年初，奧國外長約翰·菲利普·斯塔基文取得俄國沙皇亞歷山大一世的協議，俄軍將在奧國境內緩慢進軍，「並避免一切衝突及敵對行動」。與此同時，法國外長夏爾·莫里斯·德塔列朗-佩里戈爾則秘密建議俄皇亞歷山大抵抗法國。於是整個第五次反法同盟戰爭期間，俄國即便作為法國的盟友卻依然維持中立。
奧國希望普魯士能在此次戰爭一同對抗法國，但普魯士首相施泰因男爵一封討論談判的信件卻被法國特工攔截，並於9月8日遭到《環球箴言報》披露報導。拿破崙沒收了施泰因在威斯伐倫的財產，並迫使普王腓特烈·威廉三世將其免職，而施泰因則逃亡奧國。法普兩國在施泰因男爵被迫妥協的當天達成了《巴黎公約》，並在公約裡規定了普魯士領土上外國部隊撤離的時間表，這當中包含自第四次反法同盟戰爭結束後就一直駐紮在普魯士領土上的法軍。但撤出的條件建立在支付鉅額的賠償，普魯士將在30個月內支付總計高達1.4億法郎的賠款。此外普軍的總數也被限制在四萬兩千人，這數量僅僅是戰前的六分之一。這項公約嚴重限制了普魯士發動戰爭的能力。儘管遭遇挫折，奧國外長斯塔基文仍希望普魯士回心轉意，並寄望奧軍向法控萊茵邦聯所屬的德意志地區進攻時，能引起民眾起義藉以分散法軍注意力。
1808年10月，法國從德意志地區撤出十萬八千名部隊，以支援在西班牙作戰的法軍，這讓以斯塔基文為首的主戰派在朝堂上聲勢大振。隨後斯塔丁召回他所指派的巴黎大使克萊門斯·梅特涅，去說服其他人支持他的參戰計畫，最終於1808年12月說服奧皇法蘭茲二世支持參戰。奧皇的支持僅是暫時的，真正的決策進行是於1809年2月8日三方會議後才做出。由於當時奧地利帝國財政貧乏，僅能支援部隊在國內作戰至隔年春季，因此很有必要趕快做出決定。卡爾大公對於能否成功有所懷疑，但還是接受奧皇的決策開始備戰及動員部隊。
奧、普兩國均要求英國資助他們的軍事作戰，還請求英軍遠征德意志地區。1809年4月，英國財政部向普魯士提供兩萬英鎊的貸款資助，並承諾普魯士如與法國為敵會獲得更多援助。奧地利則獲得二十五萬英鎊的白銀，並承諾會有另外一百萬英鎊的援助作為未來用途。英國雖拒絕在德意志地區登陸，但承諾會對低地國發起遠征，並在西班牙地區開啟新的一輪攻勢。普魯士拒絕參戰後，第五次反法同盟正式成立，成員國包含奧地利、英國、葡萄牙、西班牙、西西里及薩丁尼亞等國，然而這場對法戰爭中卻大多都由奧地利負責。

### 奧地利的軍隊及戰略
奧地利組建立該國史上最大的一支軍隊，但其戰力受到許多因素阻礙。士兵徵集自奧地利帝國各地，包括奧地利人、匈牙利人、捷克人、波蘭人、克羅埃西亞人及塞爾維亞人等，這當中部分民族（含匈牙利人）對於支援奧地利的統治者們並不是很熱衷。此外徵兵的主要對象在社會下層階級，因此基層的二等兵、多數士官及不少低階軍官都屬文盲。這支軍隊以密集縱隊為底訓練有素，可有效對抗騎兵，但面對火炮卻是硬傷，後來更影響這場戰爭的部分戰役走向。正規步兵群被認為過於笨拙無法在前哨戰予以訓練；奧軍傳統上，負責前哨戰的通常是「格倫茲」輕步兵單位，但隨著與鄂圖曼帝國潛在的衝突結束，這些輕步兵的素質也每況愈下。而最近才組建的志願獵兵單位，也僅彌補了部分的不足。
奧地利民兵單位「後備軍」原本是用作國土防衛，但此次戰爭也被拉上野戰軍一同作戰。這支部隊只配有二流的武器、缺乏訓練，而且還禁止接收來自地主階級的軍官，導致軍隊的領導能力相當差勁。到了戰爭後期，他們更被當作砲灰以分散法軍火力。奧軍騎兵素質相當不錯，但1809年卻有大批馬匹僅受部分訓練，從而影響了整體騎兵的素質。奧軍的砲兵方面，沒有像當代某些軍隊那樣活躍，甚至在戰場上被置於步兵指揮官之下，而且還缺乏適當的騎砲兵來進行快速調動。另外奧軍本由大型載貨列車進行補給，從而限制調度的機動性。高階軍官的部分，奧軍任用的原則是根據其貴族背景及資歷，而非任命有能者，從而導致將軍老化，平均年齡還來到63歲。身為戰場指揮官的卡爾大公，甚至無法解職任何麾下的指揮官。此外他思想上偏好的是原則而不是靈活度，並要求他麾下的將軍們遵循他在1806年所發表的「指引」。
卡爾大公與帝國朝臣委員會在開戰的最佳策略上產生意見分歧：卡爾大公偏好在波希米亞地區發動攻勢，因為這樣可以透過集結奧軍發起快攻，從而孤立北德地區的法軍；但帝國朝臣委員會不同意這一看法，因為這麼做的話多瑙河會將卡爾大公及其弟約翰大公兩部切開，所以他們建議在多瑙河南岸發起主攻，以確保能與維也納保持聯繫。最終委員會的意見勝出，但兩造間的分歧拖延了奧軍的備戰達一個月之久。奧地利計畫投入海因里希·馮·貝勒加德伯爵指揮的第一軍團（共三萬八千人）及約翰·科洛拉特指揮的第二軍團（共兩萬人），從卡姆地區穿過波西米亞山脈進攻雷根斯堡。奧軍中路及預備隊由霍亨索倫-黑欣根親王指揮的第三軍團、羅森伯格親王指揮的第四軍團及列支敦斯登親王指揮的第一預備軍團共六萬六千人組成，將從謝爾丁向相同的戰略目標進軍。奧軍左翼部隊則下轄路易大公的第五軍團、希勒的第六軍團以及金邁耶指揮的第二預備軍團（總數六萬一千人），將往蘭休特的方向推進並掩護整個奧軍的側翼。與此同時還會在波蘭及義大利開闢另外兩條戰線。歷史學家史蒂文·英格倫（Steven Englund）認為，奧地利如果將部隊集中投入到日耳曼地區，「那有可能贏得這場戰爭」。

### 法軍的準備
法軍主要由拿破崙早期戰事中的老兵所組成，但近期徵兵所得的單位也占部隊很大一部份，從而對其作戰能力產生負面影響。在拿破崙的直接指揮下，這支軍隊充滿熱忱並渴望打好仗。拿破崙並不確定奧軍的計畫與意圖。1808年至1809年間的冬季，他從西班牙戰事中返回巴黎，並指示法軍在南德地區總指揮官路易-亞歷山大·貝爾蒂埃，針對可能變成新的第二條戰線進行佈署計畫及部隊集結。拿破崙對於可能即將到來的戰事僅有粗略的想法，包括將多瑙河谷作為主戰場，以及部署自己部分部隊給歐仁·德·博阿爾內和奧古斯特·德·馬爾蒙指揮，以阻擊可能入侵北義的奧軍。錯誤的情報讓拿破崙誤以為，奧軍的主攻方向在多瑙河北岸。同年3月30日，拿破崙寫信給貝爾蒂埃解釋道，他打算在雷根斯堡附近集結十四萬人，其位置不僅在奧軍實際打算進攻的北方，還相當遙遠。這樣的重新部署需要到當年4月中才能完成，於是拿破崙指示貝爾蒂埃，如果奧軍在4月15日前就來襲，他將撤往萊希河。

## 奧地利－巴伐利亞戰線

### 奧軍先發制人

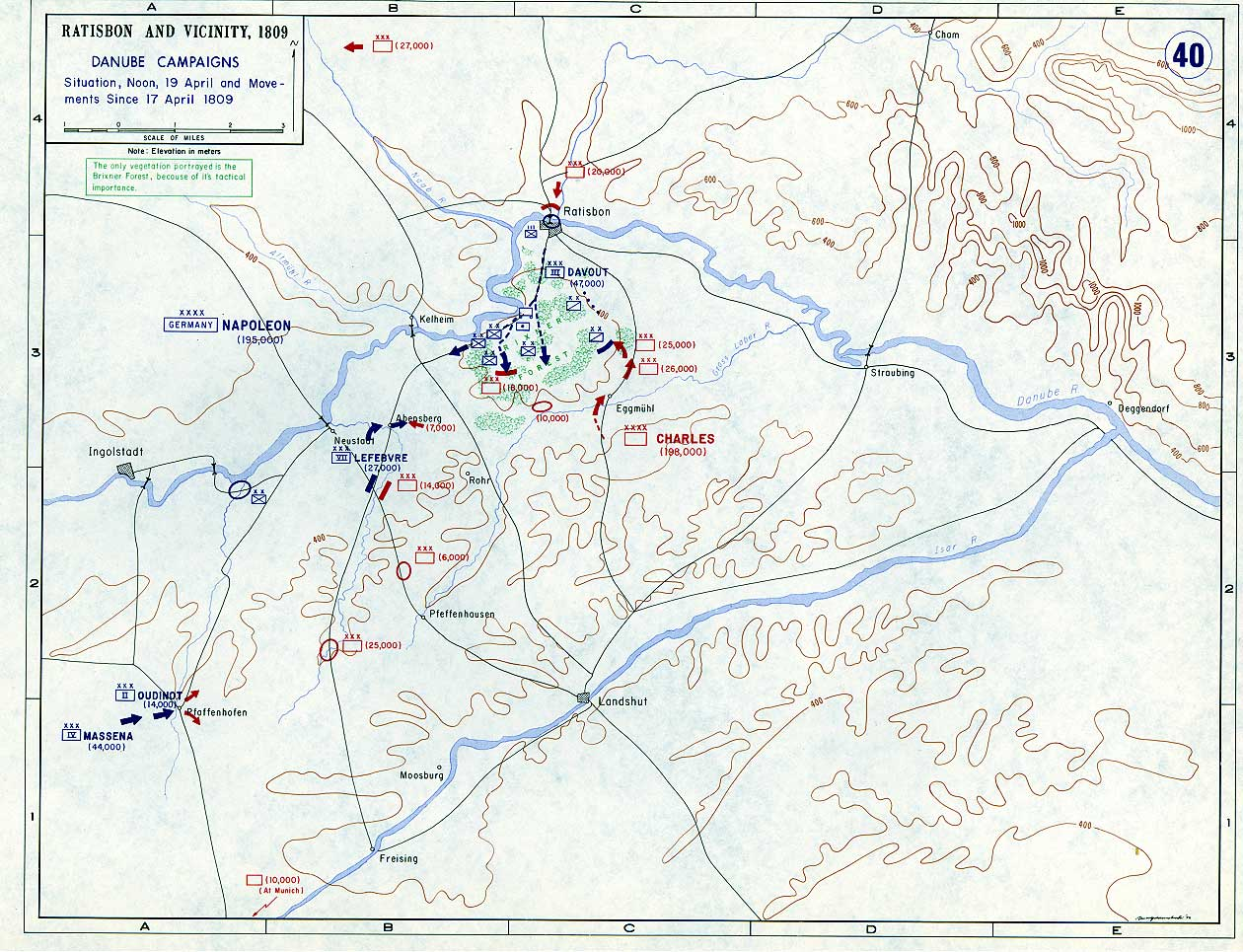
4月17日至19日間的整體局勢，其中奧軍向具戰略地位的雷根斯堡推進，以期進攻孤立的第三軍團 (大軍團)

4月9日，卡爾大公向法國元帥弗朗索瓦·約瑟夫·勒費弗爾發出正式照會，成為首個奧軍進攻的跡象。這個照會中提到卡爾大公已經收到奧皇指令，將入侵馬克西米利安一世統治的法國衛星國巴伐利亞。4月10日清晨，奧軍未經正式宣戰，先鋒就渡過因河進入巴伐利亞境內。惡劣的道路狀況與凍結的雨水減緩了奧軍首周的推進速度，但與之抗衡的勒費弗爾巴伐利亞軍團最終還是撤走了。達武的第三軍團西撤英戈爾施塔特，預計將與其他法軍集結。奧軍的襲擊比拿破崙預期的提前一周，攪亂了法軍的計畫。拿破崙下令所有法軍需在4月15日前集結於西邊的多瑙沃特及奧格斯堡以迎擊奧軍進攻，但他的命令既破碎又失序，而且貝爾蒂埃對其還解釋不清，因為他比起擔任戰場指揮官，更擅長的其實是參謀。貝爾蒂埃專注在一條模稜兩可的句子上，並叫達武「不論如何」都應將他的第三軍團駐紮在雷根斯堡附近；然而拿破崙對於這個命令的想法，很有可能是當奧軍的進攻晚於4月15日時才予以施行。4月14日，貝爾蒂埃下令達武軍團連同勒費弗爾軍團及烏迪諾軍團，向達武最近才撤離的雷根斯堡進軍。
如此反覆的行軍與反行軍讓「大軍團」兩翼間在德意志地區出現了75英里（121）寬的間隙，而這些間隙僅由巴伐利亞的部隊進行薄弱的佈防。奧軍前鋒也在同日擊敗蘭休特附近的巴伐利亞軍隊，並在傍晚確保了伊薩爾河上良好的渡河點。卡爾大公計畫透過雙鉗攻勢，摧毀達武與勒費弗爾兩個孤立的軍團。4月17日，拿破崙抵達多瑙沃特，並接管了貝爾蒂埃的指揮權。當拿破崙發現眾多奧軍已渡過伊薩爾河直撲多瑙河而來時，他堅持全體法軍必須在48小時內以「營方陣（法語：bataillon carré）」的方式部署在伊爾姆河後方。拿破崙的這項命令並不切實際，因為他嚴重低估了進攻達武軍團的奧軍數量：他相信卡爾大公麾下僅一個軍團渡過伊薩爾河，然而事實上奧軍共有五個軍團（總計八萬人）成功渡河並直撲雷根斯堡。

### 蘭休特調動

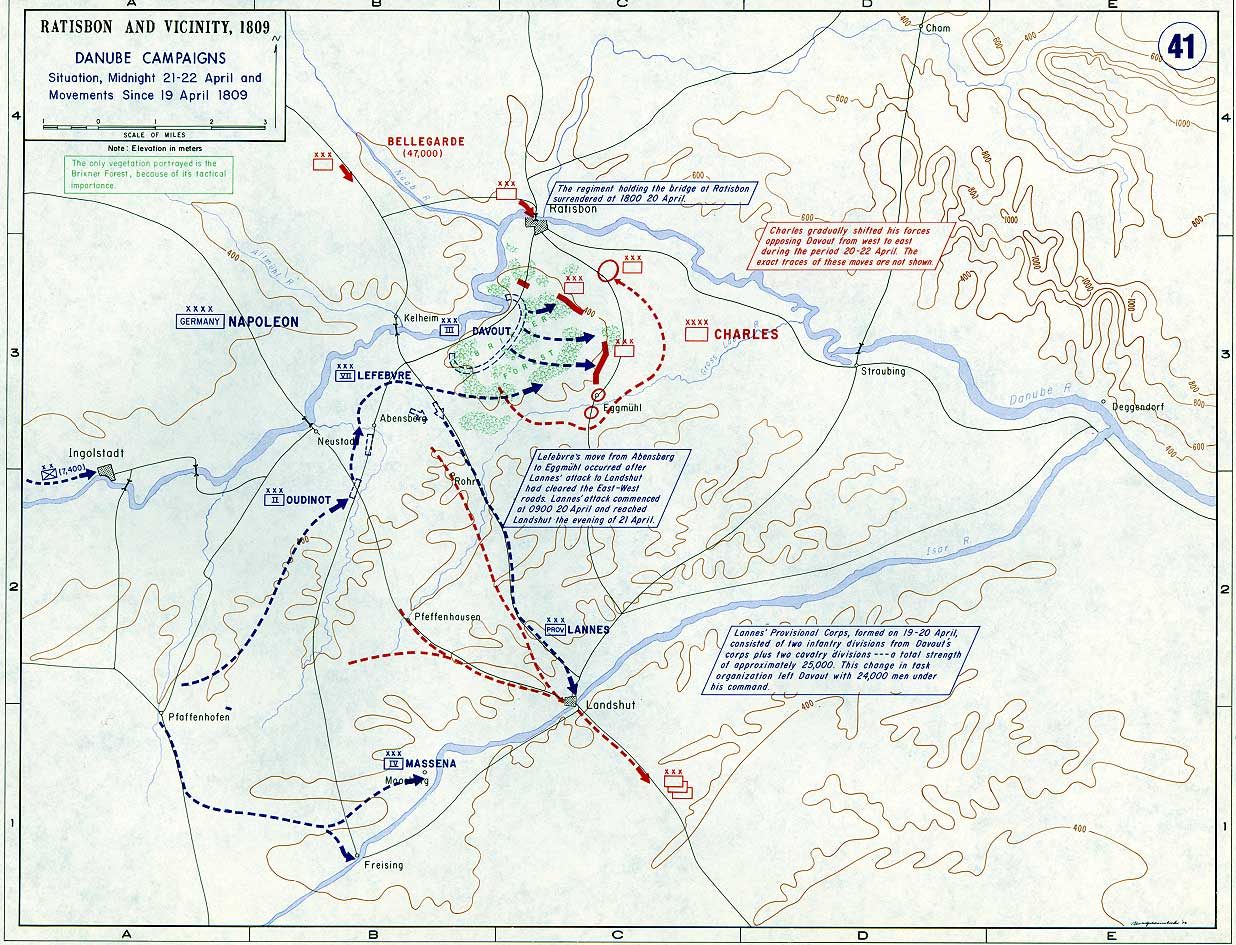
蘭休特調動，以及被逐出巴伐利亞的奧軍

由於達武預期將面對壓倒性的敵軍來襲，因此他將大部撤出，僅留兩千人駐防雷根斯堡。4月19日早些時分，奧軍的北面縱隊在凱爾海姆-阿巴赫一帶，遭遇達武麾下正向西進軍諾伊施塔特的四個縱隊。奧軍的進攻既緩慢又不協調，被法國第三軍團輕易擊退。拿破崙得知達武軍團正在交戰後，重新制定擊敗奧軍的新戰略：當奧軍在北面進攻時，馬塞納軍團應當在烏迪諾軍團的增援下向東南方的佛萊辛和蘭休特進軍，以威脅奧軍側翼並減輕達武部的壓力。拿破崙打算讓達武和勒費弗爾兩個軍團牽制住奧軍，以便其餘法軍能橫掃至奧軍主力後方。
法軍在阿本斯貝格戰役中擊敗位於中路的奧地利第五軍團，得以推進。拿破崙在錯誤的假設下進行作戰，導致其戰略目標難以達成。馬塞納軍團耗費多時才推進至蘭休特，希勒因此得以從伊薩爾河向南撤退。由於便於前往雷根斯堡的多瑙橋及東岸並未被摧毀，因此奧軍得以渡河並阻止法軍全殲整個奧軍的意圖。4月20日，奧軍承受了一萬人傷亡，折損30門火砲、600箱彈藥及7,000台各式車輛，但依然是支潛在能作戰的部隊。如果卡爾大公在法軍主力接近蘭休特時繼續進攻達武軍團，依然能殲滅後者而且還能落在拿破崙部隊的後方。他保留了雷根斯堡的橋，並確保通往施特勞賓及維也納的道路以做為後撤的路線。
4月22日，拿破崙收到了來自達武的急信，告知埃克米爾戰役已經爆發。達武堅守陣地的同時，拿破崙雖派出增援，但也只讓法軍總數來到三萬六千人，而他們要面對的則是為數七萬五千名奧軍。當拿破崙得知卡爾大公沒有要東撤時，他重整了「大軍團」的行動主軸，隨後這一行動也被稱為蘭休特調動（Landshut Maneuver）。所有法軍都向埃克米爾進攻以困住奧軍，並解救被圍攻的友軍。4月22日，卡爾大公留下四萬人給羅森伯格親王與霍亨索倫親王繼續攻擊達武和勒費弗爾，同時派出兩個軍團在科洛拉特及列支敦斯登親王的指揮下前往阿巴赫，並取得毫無疑問的河岸控制權。下午1點30分，拿破崙抵達戰場，但戰事仍在持續。儘管數量上趨於劣勢，達武還是下令發起全線進攻；第10輕步兵團成功奪下勒克林村（Leuchling），並在付出沉重傷亡後攻占下勒克林樹林（the woods of Unter-Leuchling）。卡爾大公意識到拿破崙的部隊正威脅著奧軍左翼，因此他下令撤往雷根斯堡，將戰場拱手讓給了法軍。
拿破崙認為奧軍可能沿著施特勞賓的方向撤去，因而派遣馬塞納攻佔該地。卡爾大公率軍在雷根斯堡橫渡多瑙河，並留下六千人駐防堡壘以阻擋法軍追擊。由於沒有時間進行圍攻，拿破崙便命令讓·拉納元帥強攻城牆。下午五點，拉納在第二次嘗試進攻時成功攻佔該城，史稱雷根斯堡戰役。當奧軍安全地來到波希米亞時，拿破崙則是向維也納進軍。希勒率軍進行一系列阻滯行動，試圖為維也納保衛戰爭取時間。5月2日，雙方在韋爾斯短暫交火後，希勒在埃伯斯貝格的橋樑集結了四萬人。馬塞納在埃伯斯貝格戰役中發起代價高昂的進攻，並於5月3日攻克據點，迫使希勒延多瑙河的方向撤退。卡爾大公嘗試率軍前往保衛維也納，但拿破崙搶先於5月13日奪取了維也納。維也納駐軍撤往多瑙河北岸，並摧毀位於他們後方的橋樑。

### 阿斯珀恩－埃斯靈

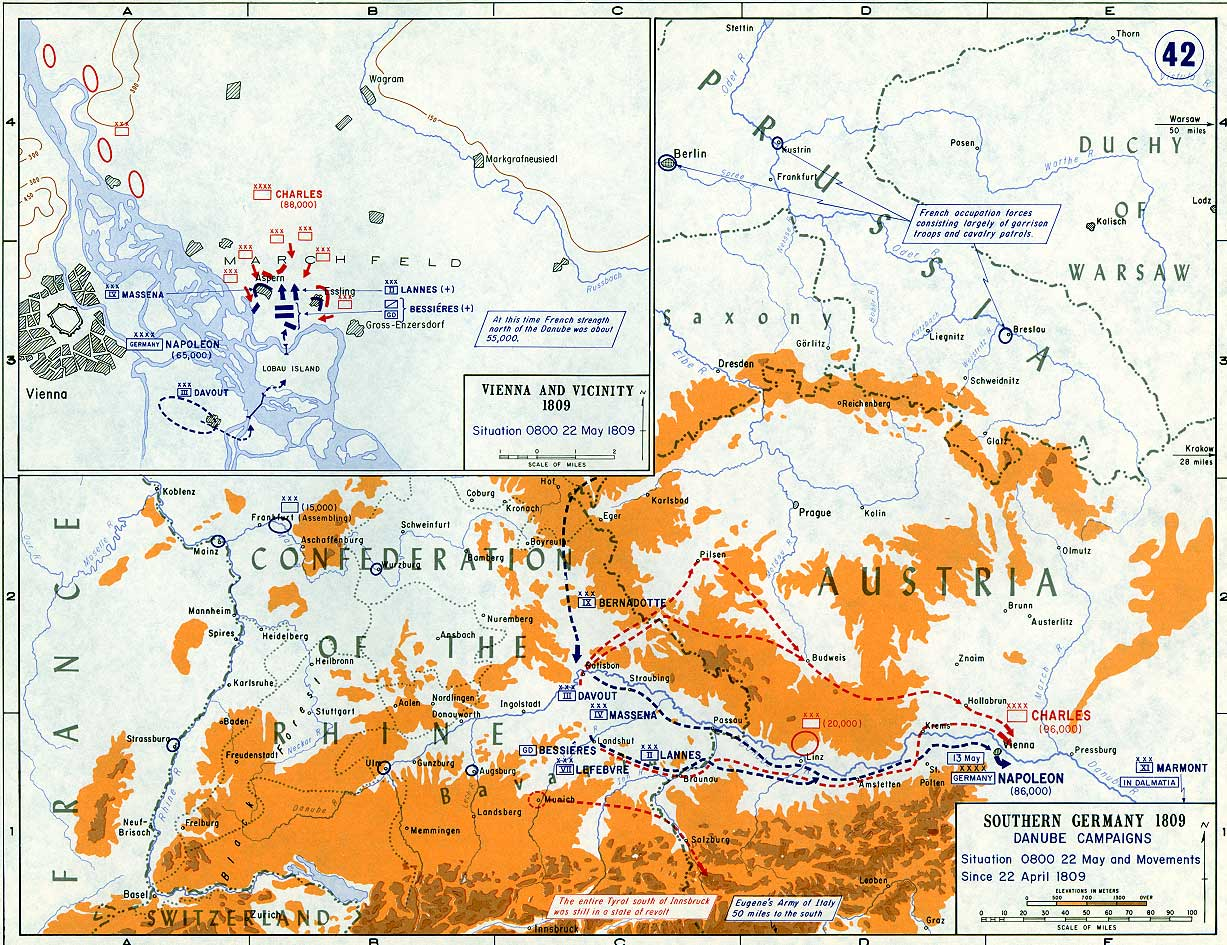
1809年5月22日戰略情勢與阿斯珀恩-埃斯靈戰役

5月16日至17日間，奧軍在卡爾大公的率領下來到摩拉瓦平原。卡爾大公將麾下多數部隊布置在河岸的數英里遠，希望能集中兵力投入在拿破崙決定的渡河處。5月20日，卡爾大公透過比薩姆山丘上的哨兵得知，法軍正在凱撒-艾伯斯多夫建立通往摩拉瓦平原的渡橋，該處正好位於洛鮑島的西南方。5月21日，卡爾大公認定法軍正在凱撒-艾伯斯多夫渡河，於是下令全軍五個縱隊共九萬八千人向前推進，同時帶上292門火砲。法軍橋頭堡坐落在西邊的阿斯珀恩，以及東邊的埃斯靈兩個村莊上。拿破崙並未預料到會遭遇敵軍，阿斯珀恩-埃斯靈到洛鮑島間的渡橋也未以柵欄保護，導致其極易受到著火的奧軍駁船攻擊。
5月21日下午兩點三十分，阿斯珀恩-埃斯靈戰役正式打響。奧軍頭三個縱隊首先對阿斯珀恩及奧鎮樹林（Gemeinde Au woods）發起進攻，但因協調不良而失敗，但後續的襲擊成功地奪佔並控制該村西半部。另一方面，由於第四及第五縱隊行軍路線較長，奧軍直至傍晚六點才開始進攻埃斯靈。但法軍一整天都能在埃斯靈成功擊退敵軍。5月22日凌晨三點戰鬥又啟，歷經四小時後法軍重奪阿斯珀恩。拿破崙在河的對岸共有七萬一千人及152門火砲，但法軍總數上還是寡不敵眾。為了讓第三軍團能有足夠的時間渡河並確保最後的勝利，拿破崙向奧地利中路發起了大規模攻勢。拉納帶領三個步兵師進攻並追擊了一英里遠，但卡爾大公親率的「扎赫步兵團（Zach Infantry）」登場，奧軍受到鼓舞並予以重火力反擊，導致法軍隨後必須撤退。早上九點，法軍渡橋再次被破壞，卡爾大公也在一小時後發起另一波大規模進攻，並最後一次攻佔阿斯珀恩，但在攻佔埃斯靈時遭遇纏鬥。數小時後，奧軍回師並攻佔埃斯靈大部，僅剩堅守糧倉的法軍還在支撐。於是拿破崙下令讓·拉普指揮的帝國衛隊前去支援，以利剩餘法軍從糧倉撤退。但拉普違背這項命令，並率軍發起刺刀衝鋒，將奧軍逐出埃斯靈，隨後還被拿破崙加以讚賞。拿破崙意識到他的橋頭堡已站不住腳，便下令撤退並將指揮權交給拉納。但拉納不幸被加農砲擊中，身負重傷。法軍在夜晚降臨前撤回了洛鮑島，同時拉回身後的浮橋。卡爾大公讓拿破崙遭受軍事生涯中第一場大敗，並造成拿破崙麾下首名元帥（拉納）戰死，但奧軍自身也已精疲力盡，無法繼續追擊法軍。

### 瓦格拉姆

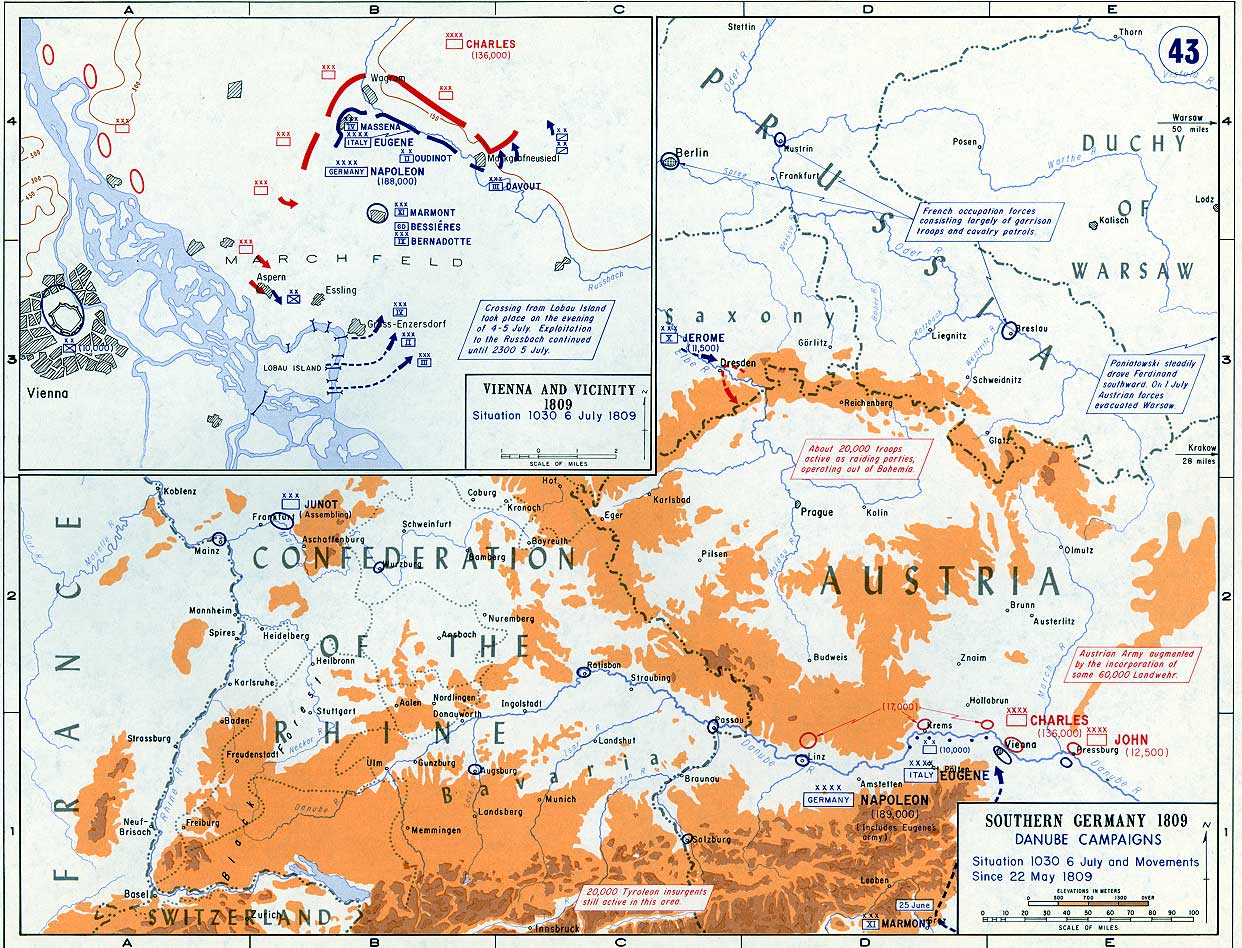
1809年7月初戰略形勢與瓦格拉姆戰役

法軍在阿斯珀恩-埃斯靈戰敗後，拿破崙耗時六周以上來規劃另一次橫渡多瑙河的嘗試，並考量與預防相關的突發事件。法軍除帶來更多部隊、火炮外，還制定更好的防禦措施以確保下次渡河成功。6月30日至7月初，總計超過十八萬八千名法軍再次橫渡多瑙河，並穿越摩拉瓦平原直撲奧軍而來。法軍推進時遇到的直接抵抗僅有諾德曼及約翰·馮·克雷瑙的前哨師，奧軍主力則位於5英里（8.0）外，以瓦格拉姆村莊為中心。7月5日正午時分，拿破崙下令全面進軍：馬塞納首先在左翼發起進攻，並奪取利奧波德（Leopold）及素森布呂恩（Süssenbrunn），但法軍在其他地方都因奧軍強大的防禦工事而無法推進。
7月6日，卡爾大公計畫發起一次鉗形攻勢，但這要求位在戰場東方數公里遠的弟弟約翰大公急行軍才能予以配合。拿破崙的計畫則考慮投入達武的第三軍團去包圍奧軍，同時其餘軍隊都在牽制剩下的奧軍。克雷瑙的第六軍團在科羅拉特的第三軍團支援下，於戰役第二天開打，對法軍左翼展開猛烈的攻勢，法軍隨後被迫放棄阿斯珀恩及埃斯靈。與此同時，貝爾納多特單方面下令他的部隊離開阿德克拉（Aderklaa）村的中心以躲避重火力的炮擊，從而破壞了法軍陣形。拿破崙對此震怒，並派出馬塞納軍團下兩個師外加騎兵支援以重奪關鍵村莊。經過第一輪鏖戰後，馬塞納派出莫利托的預備師，莫利托也率軍緩慢地攻佔阿德克拉，但隨後又在奧軍兇猛的炮擊與反攻下丟失。為了讓達武施行突然襲擊前遲滯奧軍，拿破崙派出由南索蒂指揮的四千名胸甲騎兵進攻奧軍防線。又為了阻撓奧軍的進攻，拿破崙將112門火砲組成「大砲列」並部署在法軍陣線中央。當達武部向奧軍左翼進攻時，拿破崙以麥克唐納的三個小型師組成中空的方陣，向奧軍中路進擊。笨拙的方陣雖然被奧軍火炮摧毀，但他們仍設法突破了奧軍防線。當瓦格拉姆的奧軍因被迫支援左翼對抗達武而變弱時，烏迪諾得以攻佔該村並將奧軍分割為兩部。卡爾大公在得知其弟的部隊要到傍晚才能趕到時，便於下午兩點三十分下令全線撤退。奧軍有序地撤走，其中主力部隊向西撤退，而左翼部隊則向北撤。
法軍承受了三萬兩千人的沉重損失，指揮官階級更是嚴重，足足有40名將軍戰死或負傷；而奧軍的損失在三萬五千人左右。7月10日至11日，雙方又在茲奈姆交火。隔天（7月12日），卡爾大公決定簽署《茲奈姆停戰協定》，開啟了拿破崙與梅特涅間漫長的和平談判。

## 其他戰場

### 義大利戰線
在義大利戰線上，約翰大公交手的對象的是拿破崙的繼子歐仁親王。1809年4月，奧軍在薩奇萊戰役中成功抵禦多次法軍拙劣的襲擊，迫使歐仁親王退回維洛那及阿迪傑河。歐仁親王趁約翰大公分兵支援卡爾大公時，又再度集結麾下的部隊。約翰大公後又於4月30日的卡爾迪耶羅戰役中取勝，但因歐仁親王的優勢日益增強，再加上奧地利-巴伐利戰線的動靜，約翰大公被迫撤退。5月8日，約翰大公在皮亞韋河戰役中遭到擊敗，被歐仁親王逐出義大利。隨後歐仁親王派出麥克唐納追擊約翰大公，並在維也納加入拿破崙其餘部隊的行列。
馬爾蒙在達爾馬提亞戰役中率軍抵禦奧軍入侵，並於4月30日在山區發動反攻，但被格倫茲步兵擊退。馬爾蒙於5月又發起更多次進攻，從分散的奧軍手中取得一系列勝利。到了5月底，馬爾蒙已經能與麾下大部在維也納與法皇會合。

### 英軍失敗的欺敵行動

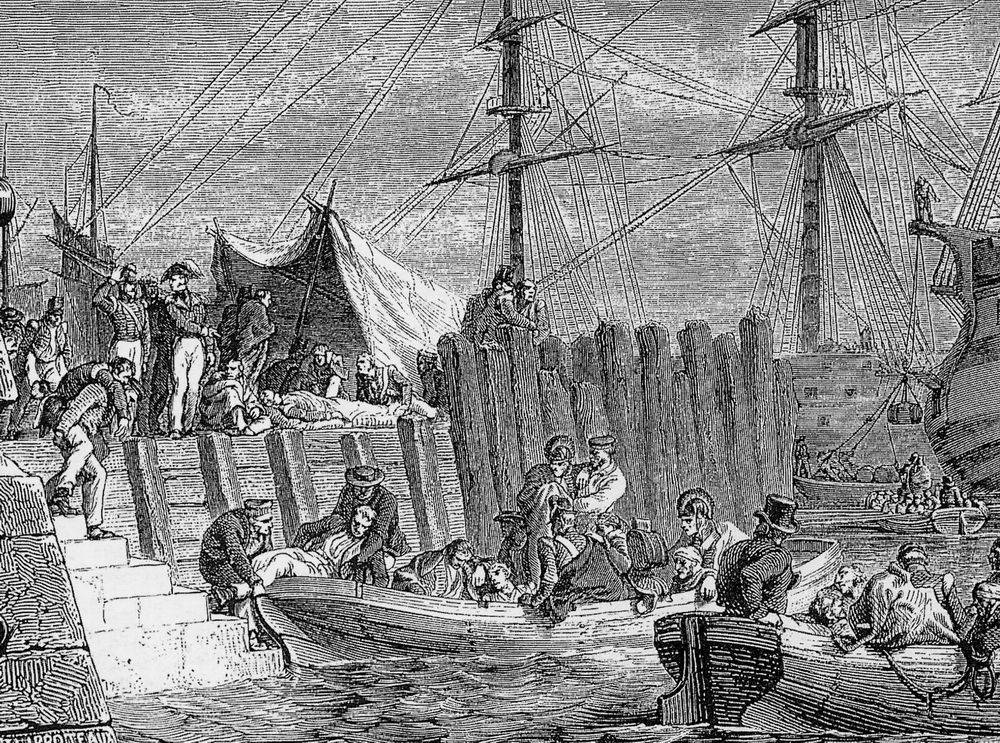
對瓦爾赫倫島大撤退的描繪

1809年7月，英軍在荷蘭發動瓦爾赫倫島戰役，試圖減輕奧軍壓力並削弱法國海軍實力。英軍的計畫是派遣部隊在瓦爾赫倫島登陸，並沿著西斯海爾德水道推進到法國海軍基地：安特衛普港。皇家海軍到西斯海爾德水道的巡邏，以及安特衛普碼頭的罷工，使法軍對此地的脆弱有所警覺，從而投入心力改善防禦工事，同時加強當地的駐軍。7月30日，第二代查塔姆伯爵約翰·皮特率領超過三萬九千人的部隊登陸瓦爾赫倫島，這支部隊比伊比利半島上的任何一支英軍都還要龐大，同時也是拿破崙戰爭時期最大的一支英國遠征軍。由於缺乏足夠的船隻，遠征隊無法在西斯海爾德水道登陸足夠部隊，也無法俘虜增援過的卡德贊德駐軍。另一方面，英軍向安特衛普的推進寄託在奪取北岸的夫利辛亨，如此才能讓皇家海軍的艦隊通過西斯海爾德水道。結果英軍直到8月13日才架好攻城砲，後才於8月16日逼降夫利辛亨。與此同時，英軍也正遭受名為「瓦爾赫倫熱」的疾病侵襲，光是在這場戰役中就因瘟疫折損了四千人，而因作戰身亡的僅106人。到了8月24日，查塔姆伯爵認定這場瘟疫已大大削弱了他的部隊，而且安特衛普的防禦工事過於強大難以攻破。於是英軍只能在無法達成削弱法國海軍實力這項主要的目標下，結束這場戰役。9月7日，第一批英軍開始撤離，但被疾病肆虐的駐軍一直維持到了12月9日。這場失敗的遠征導致時任英國首相波特蘭公爵掛冠而去，由史賓賽·珀西瓦爾繼任。

### 奧地利－波蘭戰爭
奧地利一開始入侵華沙大公國時曾取得初步成功，但在4月19日的雷茲因戰役中遭波尼亞托夫斯基擊敗。這場戰役阻止了奧軍橫渡維斯瓦河的企圖，並被迫從佔領的華沙中撤退。接著換波軍入侵加利西亞並取得一些成功，但攻勢很快就因傷亡慘重而停滯。澳軍也贏得了幾場戰鬥，但受意圖不明的俄軍阻撓下無法推進。
奧地利入侵華沙大公國後，俄國不情願地參與到對奧作戰，以履行他們和法國間的同盟條約。德米特里·戈利岑將軍所率領的俄軍於1809年6月3日開入加利西亞境內，但因收到避免與奧軍有任何重大對抗的指令，於是他們盡可能地推遲前進的步伐。俄奧之間最終僅有小規模的衝突，雙方損失也都很小，兩軍的指揮官也很常透過通訊來往分享行動情報。一封俄軍師長安德烈·戈爾恰科夫寄給斐迪南大公的禮節信遭波軍攔截，原件寄給法皇拿破崙並複本給俄國沙皇亞歷山大一世，導致戈爾恰科夫最終被亞歷山大一世解除指揮權。戈利岑和波尼亞托夫斯基之間對於俄國是否該在加利西亞合作的問題上，始終存在分歧。但在法奧簽訂《申布倫條約》後，俄國還是獲得了捷爾諾波爾的加利西亞行政區。

### 英法間的海軍較量

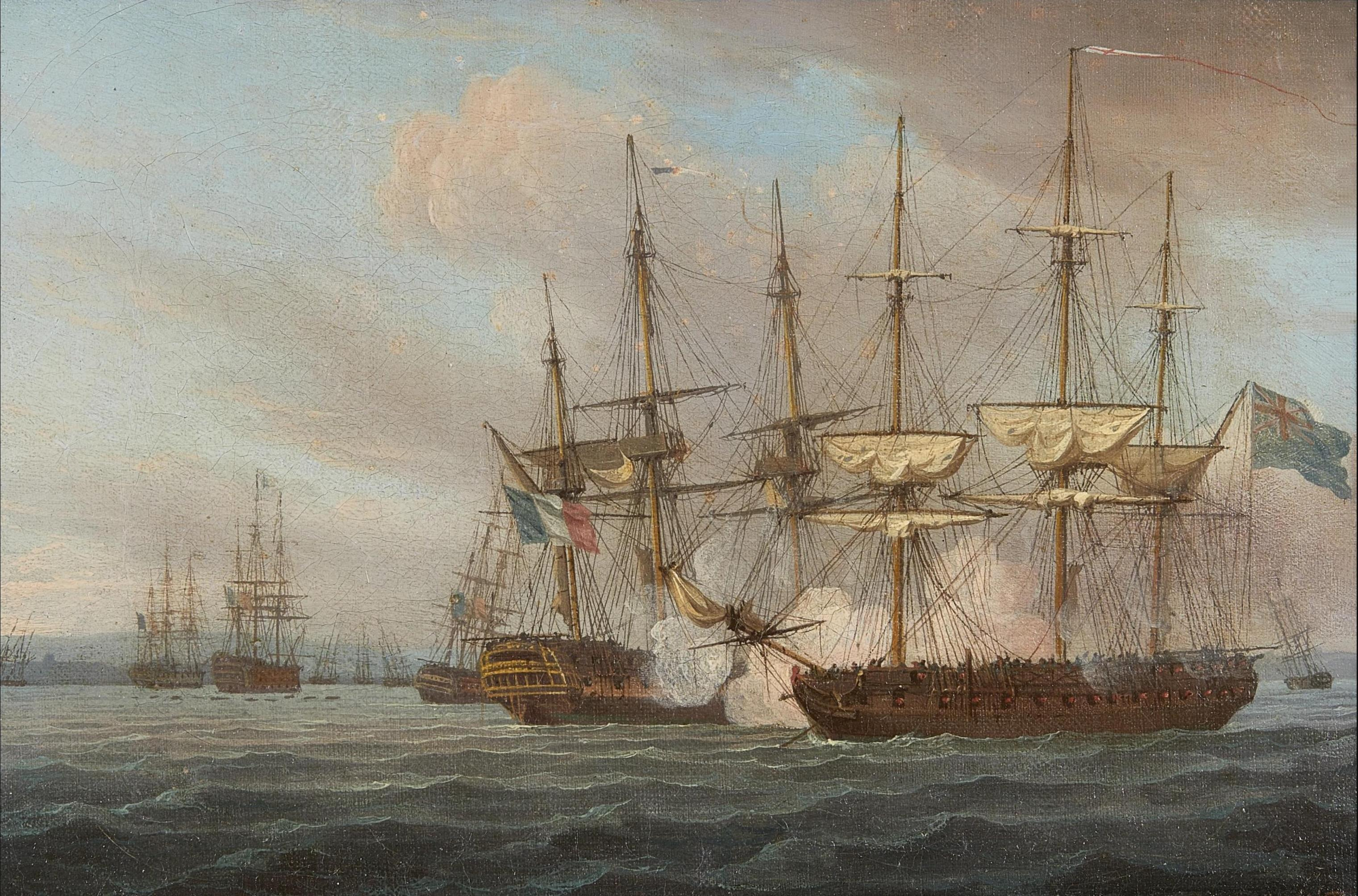
巴斯克道海戰的描繪

拿破崙戰爭開打後，英軍艦隊發起了眾多針對法軍艦隊、港口或是殖民地的襲擊，到了1809年時英法兩國海軍依然在持續地較量著。法國在特拉法加戰場和1806年大西洋戰場敗陣後，英軍取得了大西洋的壓倒性優勢，剩餘的法軍艦隊則龜縮在比斯開灣的各個港口內。法國在加勒比海及大西洋的殖民地提供艦隊庇護所，將可對英國艦隊構成嚴重威脅。法國大西洋艦隊在布列斯特遭詹姆士·甘比爾率領的英軍封鎖，但在1809年英軍入侵馬丁尼克後，法國又對介入加勒比海事務熱衷起來。同年二月，一場風暴粉碎了甘比爾的艦隊，讓法軍得以在讓-巴蒂斯特·菲利伯·威拉米茲的帶領下駛向大海，隨後於巴斯克錨地下錨。2月23日，三艘法軍巡防艦在萊薩布勒多洛訥海戰受損後，試圖與主力艦隊會合。隨後雙方陷入僵局，法軍在岸防砲的保護下停泊，但遭英軍封鎖。3月16日，威拉米茲的職位被札卡里·阿勒曼取代，後者加固了巴斯克錨地的防禦陣地。英國海軍部指派科克倫勳爵為艦隊隊長，向法軍發起攻擊。4月11日，科克倫以火船發起突襲，造成法軍艦隊的恐慌，還讓多艘船隻擱淺。雖然甘比爾未能利用此一情勢派遣英軍主力予以支援，但科克倫還是在隨後幾天內摧毀了眾多法軍船隻。英軍這次突襲行動將法軍艦隊限制在錨地上，讓英西兩軍同年得以把法軍逐出海地，並在1810年初發起對瓜地洛普的入侵。

## 反法叛亂

### 義大利叛亂
1809年4月，約翰大公發表公告，呼籲威尼托的人民起義對抗法國的統治，為義大利民族主義而戰。一部分威尼斯人（包括許多罪犯）起身佔領公共建築，還破壞了稅收和徵兵記錄。奧軍於五月撤走後，叛亂依然持續，而且還散步到威尼托的其餘地區，而這些叛軍是受提洛人叛亂所啟發。法國駐軍及民兵無法遏止住叛軍，同時他們也對於廢除法國的麵粉稅、肉類稅及酒稅感到不安。許多威尼托的城鎮都落入叛軍手中，隨後叛軍更進入艾米利亞-羅馬涅，威脅到波隆那並圍攻費拉拉十天之久。叛亂持續到1809年11月才結束，拿破崙對此作出強烈的反應，除從那布勒斯派遣四千人前往波隆那外，還逮捕675名公民，並將其中150人處死。但部分叛亂分子遁入山林還淪為搶匪，並持續到法占時期結束為止。

### 提洛人叛亂

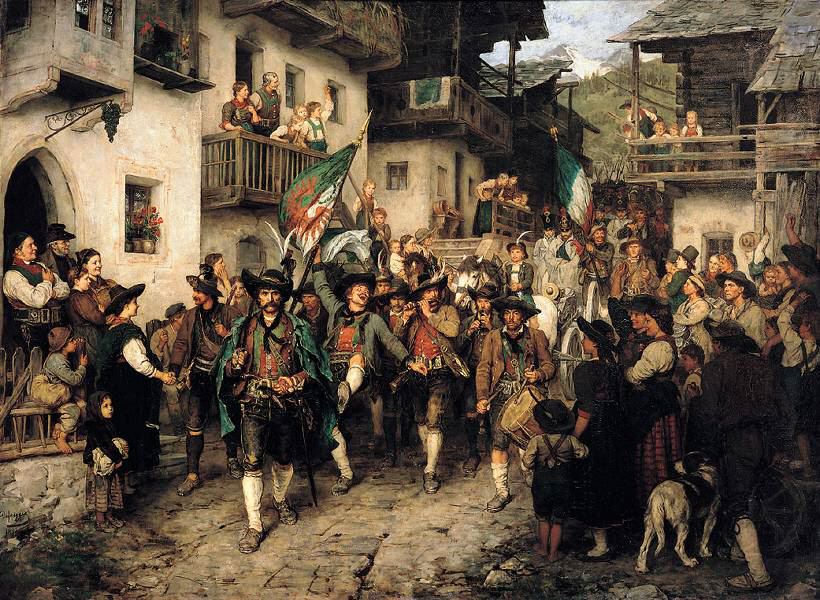
提洛人叛亂，1901年畫作

安德烈斯·霍費爾在提洛發動叛亂反抗巴伐利亞的統治以及法國的霸權，並在第一次貝吉瑟爾山戰役中取剛開始幾場孤立的勝利。到了八月底，霍費爾已將提洛地區從巴伐利亞的佔領中解放。但9月29日時，一支義大利軍在路易吉·加斯珀雷·佩里的帶領下攻占了特倫托，可是他們也無法再將戰線繼續推進。次月，法國及其盟友在《申布倫條約》簽訂後有更多軍隊可以派往其他各地，於是一支巴伐利亞軍隊在戴爾龍伯爵讓-巴蒂斯特·德魯埃的指揮下開始掃蕩並終結叛亂。在法義兩軍的支援下，於11月初以四萬五千人之姿三管齊下進攻被叛軍佔領的區域。霍費爾逃亡躲藏，但在1810年1月遭部下出賣，最終被法國人處決。

### 戈特契人叛亂
戈特契也是被割讓給法國的行政區之一，後來被併入伊利里亞省的一部份。在約翰·厄克的領導下，德裔族群戈特契人對法國駐軍發動叛亂，但很快就被鎮壓。隨後法軍曾打算燒毀整座戈特契城，雖然在當地神職人員的請求下逃過灰燼的命運，但10月16日後還是被洗劫了三天三夜。

### 黑不倫瑞克軍團
先前不倫瑞克公國被併入法國傀儡國威斯伐倫王國之下，但原本的不倫瑞克公爵腓特烈·威廉於1809年選擇站到奧地利的那邊。公爵的部隊是數千名「黑不倫瑞克軍團」的志願軍，他們與金邁耶將軍率領的奧軍一同進攻腓特烈·奧古斯特一世統治的法國傀儡國薩克森。他們成功在格夫雷斯戰役中，擊敗由朱諾指揮的法國軍團。攻佔薩克森的首都德勒斯登後，他們又擊退拿破崙的弟弟熱羅姆·波拿巴所率領的部隊，奧軍穩固控制薩克森全境。可就在此時，奧軍主力已在瓦格拉姆敗陣，並隨後同意簽訂《茲奈姆停戰協定》。 但不倫瑞克公爵拒絕接受停戰協定，並率領他的部隊在德國境內且戰且走，來到威悉河河口然後從那裡航行至英國，並於英軍中服役。

## 後續發展
根據歷史學家查爾斯·埃斯戴勒（Charles Esdaile）的說法，奧軍主力在瓦格拉姆被擊敗後，整個國家的軍隊瓦解了，而奧皇法蘭茲一世也被迫求和。英格倫將這場戰爭的結束歸因於「外交考量（diplomatic considerations）」，並認為奧地利其實還能再戰。《申布倫條約》簽訂於1809年10月14日，給予奧地利沉重的政治損失。梅特涅和卡爾大公成功在法國為換取奧地利的合作上，以較寬鬆的條件進行談判，並為奧地利保留了大部分的哈布斯堡世襲領土。法國獲得了許多重要的領土，包括西克恩頓、卡尼奧拉及亞得里亞海諸港，從而拔除了奧地利進入地中海的途徑。奧地利曾在《普雷斯堡和約》因損失亞得里亞海岸及提洛伯國而獲得薩爾斯堡公國作為補償，但現在這些土地也被迫割讓給巴伐利亞。而俄羅斯則是取得捷爾諾波爾。奧地利一共損失超過三百萬人，約佔原全國人數的五分之一強。奧皇法蘭茲一世同意支付等同近8500萬法郎的賠償、承認拿破崙兄長約瑟夫·波拿巴為西班牙國王、並重申將英國貿易排除在他剩餘的統治範圍之外。奧地利被擊敗後，拿破崙迎娶奧皇女兒瑪麗·路易絲，並期望透過這段婚姻鞏固法奧同盟，同時為其統治帶來合法性。這段同盟關係讓奧地利能從十年多年間，斷斷續續的對法戰爭中脫身，並恢復其作為歐洲大國的地位。然而，這段婚姻關係並沒有阻止奧皇法蘭茲一世在1813年對法宣戰。
而從法國的角度來看，這場戰爭並不全是正面的影響。提洛地區和威斯伐倫王國於戰爭期間的叛亂，都顯示德意志地區的人民對法國人統治並不滿意。申布倫條約簽訂的僅僅數天後，一名十八歲的德意志人弗里德里希·斯塔普斯，在閱兵期間接近拿破崙並試圖刺殺他，但他最終被拉普將軍阻攔。另外，德意志民族主義的新興力量此時已經根深蒂固，第五次反法同盟戰爭更是促進了他們的發展。1813年第六次反法同盟戰爭期間，德意志地區出現反法起義及自發的游擊活動，但史學家們對這些活動的起因仍有爭議，依舊不確定是來自泛德意志國家主義，還是欲恢復舊秩序的愛國主義所致；而德意志的統一則一直到1871年才實現。
這場戰爭破壞了法國的軍事優勢及拿破崙的形象：阿斯珀恩-埃斯靈戰役是拿破崙生涯中的首場大敗，其他歐洲多數國家都對此深表歡欣。奧軍在這場戰爭的表現更表明，戰略洞察力與戰術能力已不再是法軍專利。法軍步兵的戰術能力衰退，使其大編隊的徒步士兵逐漸傾向放棄機動性，改成仰賴人數優勢來實施突破，麥克唐納在瓦格拉姆戰役發起的進攻便是明顯的一例。「大軍團」損失品質上的優勢，有部分原因係源於許多新兵取代了奧斯特里茲及耶拿時期的老兵，從而削弱了戰術上的靈活度。另外，拿破崙的軍團有越來越多都是由非法部隊所組成，這點則影響了整體士氣。雖然拿破崙的機動部署成功扭轉了法軍初期的惡劣布陣，但麾下部隊不斷的擴大，使他越來越難處理戰略問題。戰爭規模越來越大，以至於拿破崙已難以全盤管透，而這點也將在1812年入侵俄羅斯時凸顯出來。
英格倫將第五次反法同盟戰爭視為「第一場現代化戰爭」，認為此戰各國逐漸出現「規模異常龐大的徵兵軍團」，並被分作多支軍、下放指揮權到不同戰區作戰。他還為此做出結論，認為此戰是「一場規模更大、機動性更勝以往的戰爭，且決定勝敗的不再是僅憑一、兩天的決戰，而是（雙方）人員物資的消耗」。

### 註解
1. ↑  Mikaberidze 2020，第309頁指出反法同盟中，除了奧地利以外的成員貢獻皆是「名義上的（rather nominal）」。Englund 2004，第345頁寫道「在這名義上是第五次反法同盟的戰爭裡，唯一算得上是同盟的，其實是法國針對不滿的奧地利所建立的同盟，該同盟包括了德意志地區主要的邦國及義大利」
2. ↑  其中，黑不倫瑞克軍團在萊茵邦聯發動叛亂；提洛人在巴伐利亞發動叛亂戈特契人；在法國控制的伊利里亞省發動叛亂；而義大利法抗軍則在義大利王國發動叛亂
3. ↑  含米格爾·里卡多·德·阿拉瓦（英语：Miguel Ricardo de Álava）及華金·布萊克（英语：Joaquín Blake）兩位將軍麾下的部隊
4. ↑  1809年6月時法軍總數高達二十五萬人
5. ↑  佔當地守軍數量達一半以上
6. ↑  與會者有奧皇本人、卡爾大公及斯塔基文
7. ↑  除了追擊希勒的讓-巴蒂斯特·貝西埃爾軍團共兩萬人外
8. ↑  一個坐落在維也納東北方，並以多瑙河為界與維也納對望的平原，當時還作為奧軍的訓練場地
9. ↑  由安德里亞斯·斯托切維奇（Andreas Stoichevich）將軍指揮
10. ↑  後來被認為是瘧疾及斑疹傷寒的混合症狀

### 註腳
1. ↑  Chandler 1995，第673頁，奧地利派出10萬大軍進攻義大利，並派出另外四萬人駐防加利西亞，然後將20萬人及500門大砲重組為六條戰線和兩個預備兵團，沿著多瑙河谷進行主要作戰
2. 1 2  Bamford 2013，Active Service, 1808-1815
3. ↑  Chandler 1995，第670頁
4. 1 2  Bodart 1916，第44頁
5. ↑  Bodart 1916，第129頁
6. ↑  Chandler 1995，第304頁
7. ↑  Chandler 1995，第328頁中提到，當時俄國主宰著波羅的海，由於大英帝國所需的木材、焦油、大麻等重要物資，都由該地區供應，因此英國對此感到不安。此外，英國還支援鄂圖曼帝國抵抗俄軍對地中海地區的入侵。與此同時，法國在未經與俄國商討下就擅自重新安排了德意志地區的領土劃分，加上拿破崙還併吞了波河河谷地區，導致法俄兩國關係逐漸緊張起來。
8. ↑  Chandler 1995，第331頁
9. ↑  Brooks 2000，第108頁
10. 1 2  Uffindell 2003，第15頁
11. ↑  Schneid 2005，第131頁
12. ↑  Schneid 2005，第137–140頁
13. ↑  Schneid 2005，第141頁
14. ↑  Chandler 1995，第469頁
15. ↑  Mikaberidze 2020，第221頁
16. ↑  Mikaberidze 2020，第222頁
17. ↑  Mikaberidze 2020，第223–224頁
18. ↑  Mikaberidze 2020，第225頁
19. ↑  Mikaberidze 2020，第225–226頁
20. ↑  Mikaberidze 2020，第246–247頁
21. ↑  Fisher & Fremont-Barnes 2004，第197頁
22. ↑  Esdaile 2003，第34–35頁
23. ↑  Fisher & Fremont-Barnes 2004，第198–199頁
24. ↑  Fisher & Fremont-Barnes 2004，第205頁
25. 1 2  Buttery 2016，第26頁
26. ↑  Pagnet 2005，第26頁
27. ↑  Bruce 2008，第60頁
28. ↑  Pagnet 2005，第26–30頁
29. ↑  Muir 2013，第290頁
30. ↑  Mikaberidze 2020，第307頁
31. 1 2 3  Englund 2004，第345頁
32. ↑  Esdaile 2002，第52–53頁
33. 1 2  Englund 2004，第344頁
34. 1 2 3  Markham 2010，第179頁
35. ↑  Arnold 1990，第16–19頁
36. ↑  Mikaberidze 2020，第264頁
37. ↑  Gill 2008a，第32頁
38. ↑  Mitchell 2018，第217頁
39. 1 2  Mowat 1971，第233頁
40. ↑  Hagemann 2006，第588–589頁
41. 1 2  Gill 2020，第29–30頁
42. ↑  Gill 2008a，第35–36頁
43. ↑  Gill 2020，第31頁
44. 1 2  Mikaberidze 2020，第309頁
45. ↑  Lachouque 1961，第510頁
46. ↑  Arnold 1995，第35–37頁
47. ↑  Arnold 1995，第35頁
48. 1 2  Arnold 1995，第36頁
49. ↑  Arnold 1995，第36–37頁
50. ↑  Arnold 1995，第37–38頁
51. ↑  Arnold 1995，第38頁
52. ↑  Arnold 1995，第39頁
53. ↑  Arnold 1995，第40頁
54. ↑  Chandler 1995，第676頁
55. ↑  Chandler 1995，第676–77頁
56. ↑  Gill 2010，第219頁
57. ↑  Chandler 1995，第671頁
58. ↑  Chandler 1995，第672頁
59. ↑  Chandler 1995，第673頁
60. 1 2  Neillands 2003，第79頁
61. ↑  Chandler 1995，第677–79頁
62. ↑  Chandler 1995，第679頁，4月16日午夜，貝爾蒂埃寫信給拿破崙：「在這個職位上，我非常渴望陛下您的到來，以避免指令與反指令的情形發生，並且陛下您親下的指示與訓令也是不可或缺（In this position of affairs, I greatly desire the arrival of your Majesty, in order to avoid the orders and countermands which circumstances as well as the directives and instructions of your Majesty necessary entail.）」
63. ↑  Chandler 1995，第681頁
64. ↑  Chandler 1995，第682頁
65. ↑  Chandler 1995，第683頁
66. ↑  Mikaberidze 2020，第314頁
67. ↑  Chandler 1995，第686頁
68. ↑  Chandler 1995，第687頁
69. ↑  Connelly 2006，第137頁
70. ↑  Chandler 1995，第689頁
71. 1 2  Chandler 1995，第690頁
72. ↑  Chandler 1995，第691頁
73. 1 2  Englund 2004，第346頁
74. ↑  Zabecki 2014，第390頁
75. ↑  Connelly 2006b，第157頁
76. ↑  Chandler 1995，第695頁
77. ↑  Uffindell 2003，第174頁.
78. ↑  Uffindell 2003，第175頁
79. 1 2  Uffindell 2003，第177頁
80. ↑  Uffindell 2003，第178頁
81. ↑  Uffindell 2003，第178–179頁
82. ↑  Uffindell 2003，第179頁
83. ↑  Arnold 1995，第75頁
84. 1 2  Neillands 2003，第129頁
85. ↑  Johnson 2003，第73頁
86. ↑  Chandler 1995，第708頁
87. ↑  Fisher & Fremont-Barnes 2004，第134頁
88. ↑  Neillands 2003，第131頁
89. ↑  Fisher & Fremont-Barnes 2004，第139頁
90. ↑  Fisher & Fremont-Barnes 2004，第141頁
91. ↑  Fisher & Fremont-Barnes 2004，第142頁
92. ↑  Connelly 2006，第152頁
93. ↑  Neillands 2003，第131–132頁
94. ↑  Neillands 2003，第132–133頁
95. ↑  Fisher & Fremont-Barnes 2004，第122頁
96. 1 2  Connelly 2006，第145頁
97. ↑  Fisher & Fremont-Barnes 2004，第31頁
98. ↑  Fisher & Fremont-Barnes 2004，第123頁
99. ↑  Fisher & Fremont-Barnes 2004，第38頁
100. ↑  Gill 2010，第71頁
101. ↑  Fisher & Fremont-Barnes 2004，第39頁
102. ↑  Gill 2010，第76頁
103. 1 2 3 4  Esdaile 2002，第54頁
104. ↑  Kelly 2015，第32頁
105. ↑  Fortescue 2014，第68–69頁
106. ↑  Fortescue 2014，第72頁
107. ↑  Fortescue 2014，第80頁
108. ↑  Fortescue 2014，第81頁
109. ↑  Mikaberidze 2020，第324頁
110. 1 2 3  Graves 2010，第143頁
111. ↑  Fortescue 2014，第83頁
112. ↑  Fortescue 2014，第89–91頁
113. ↑  Gill 2010，第51–52頁
114. ↑  Mikaberidze 2011，第4–22頁
115. ↑  Woodman 2001，第263頁
116. ↑  Woodman & Gardiner 2005，第75頁
117. ↑  Woodman & Gardiner 2005，第41頁
118. ↑  Woodman 2001，第263頁
119. ↑  Clowes 1997，第253頁
120. ↑  Henderson 1994，第97頁
121. ↑  Clowes 1997，第259頁
122. ↑  Henderson 1994，第95頁
123. ↑  Bienkowski 2003，第164頁
124. ↑  Mikaberidze 2020，第466頁
125. ↑  Adkins & Adkins 2011，第217頁
126. ↑  Gregory 2001，第169頁
127. ↑  Gregory 2001，第170頁
128. 1 2  Haythornthwaite 1998，第154–155頁
129. ↑  Gill 2010，第212頁
130. ↑  Prince 1931，第392頁
131. ↑  Prince 1931，第393頁
132. ↑  Petre 2003，第318頁
133. ↑  Haythornthwaite 1990，第147頁
134. ↑  Englund 2004，第347頁
135. 1 2  Fisher & Fremont-Barnes 2004，第144頁
136. ↑  Chandler 1995，第732頁
137. ↑  Esdaile 2002，第55頁
138. ↑  Dwyer 2013，第329頁
139. ↑  Chandler 1995，第736頁
140. ↑  Price 2014，第58頁
141. 1 2  Brooks 2000，第115頁
142. ↑  Brooks 2000，第114頁